# 顧儀
顾仪（？年—1639年），號逢玄，绍兴府上虞县籍，仁和县人。明朝末年政治人物。

## 生平
天啓元年（1621年）辛酉科浙江乡试舉人，崇祯四年（1631年）辛未科进士。吏部观政，七年授工部营缮司主事，改都水司，管清江造船。十年升虞衡司郎中，十二年卒。